# 伯太町
伯太町（はくたちょう）は、かつて島根県の東部、鳥取県と境を接していた町。能義郡に属した。
江戸時代には役場のある母里地区に松江藩の支藩である母里藩があり陣屋が置かれていた。特産品にチューリップ染め、なすのビール漬け、母里焼などがあった。村南部の山間部ではたたら製鉄も行われていた。
2004年10月1日、安来市・能義郡広瀬町と新設合併し、新・安来市となり現在に至っている。

## 地理
島根県の東端に位置する。
- 山：鷹入山
- 河川：伯太川

## 歴史
- 1952年（昭和27年）11月3日 - 安田村・母里村・井尻村が合併して伯太村が発足。
- 1954年（昭和29年）4月1日 - 赤屋村を編入。
- 1956年（昭和31年）1月1日 - 伯太村が町制施行して伯太町となる。
- 2004年（平成16年）10月1日 - 安来市・広瀬町と合併し、改めて安来市が発足。同日伯太町廃止。

## 行政

### 歴代町長
- 黒田幸治：昭和27年12月1日 - 昭和30年4月7日
- 柴田達雄：昭和30年5月12日 - 昭和58年5月9日
- 渡邊仁：昭和58年5月10日 - 平成7年5月9日
- 池田浩昭：平成7年5月10日 - 平成16年9月30日

## 教育
- 高等学校
  - 1974年3月に安来高校母里分校が廃校して以降、町内に高等学校はない。

小・中学校は合併後、安来市立となっている。
- 中学校
  - 伯太町立伯太中学校
- 小学校
  - 伯太町立赤屋小学校
  - 伯太町立井尻小学校
  - 伯太町立母里小学校
  - 伯太町立安田小学校

## 交通

### 鉄道
- 町内を鉄道は通っていない。最寄り駅は、JR西日本山陰本線安来駅。
- なお、伯太町発足前には、日ノ丸自動車法勝寺電鉄線の母里支線が旧母里村内を走行していた（免許上は発足後も休止状態ながら存在。）（1930年運行開始、1944年休止、1959年正式廃止）。

### 道路
- 主要地方道
  - 鳥取県道・島根県道1号溝口伯太線
  - 島根県道・鳥取県道9号安来伯太日南線
- 一般県道
  - 鳥取県道・島根県道101号米子伯太線
  - 鳥取県道・島根県道102号米子広瀬線
  - 鳥取県道・島根県道104号西伯伯太線
  - 鳥取県道・島根県道105号本山伯太線
  - 鳥取県道・島根県道106号多里伯太線
  - 島根県道258号草野横田線

## 出身・ゆかりのある人物
- 奥野政次郎（米子銀行取締役、奨恵銀行監査役、能義郡農会長）
- べるを（ローカルタレント、司会者）
- 野崎健輔（記録映像作家）